# Faust au village
Faust au village est un recueil de nouvelles de Jean Giono (1895-1970) publié après sa mort aux éditions Gallimard en 1977. Il s'agit de Monologue - Le cheval - La croix - Silence - Le petit vin de Prébois - Les corbeaux (titre donné par l'éditeur) - Faust au village.

## Publication
Certaines nouvelles étaient parues dans des revues auparavant comme la nouvelle-titre Faust au village publiée en La Table Ronde, no 17, mai 1949 et en 1951 dans « Les Œuvres Libres. Nouvelle Série no 56 », Monologue parue à La Table Ronde no 31 en juillet 1950 et Silence dans Les Cahiers de la Pléiade (no 9 printemps 1950).

## Analyse
Les sept courtes nouvelles écrites entre septembre et décembre 1948 sont unies par le cadre géographique du pays de Trièves, au sud de l'Isère, autour du village de Lalley, village de montagne près de Saint-Maurice-en-Trièves à 800 m d'altitude, région qui sert de décor à d'autres œuvres de Giono comme Batailles dans la montagne, Un roi sans divertissement, Les Âmes fortes), et se situent dans la période contemporaine du début des années 1950. Ces nouvelles « rustiques » donnent à écouter le chœur des paysans mêlé à la voix du narrateur et illustrent la relation particulière qui se tisse entre pays et habitants : « Nous habitons un pays qui, autour de nous, joue un grand rôle », écrit l'auteur dans l'incipit de Monologue.
La tonalité des nouvelles est assez diverse, mêlant le fantastique, rare chez Giono (Faust au village, où une sorte d'incarnation du diable est pris en autostop par un camionneur), la drôlerie (La Croix : démolition de la maison-refuge par les trois garçons pèlerins pour faire entrer leur croix gigantesque), la gravité colorée de mesquinerie autour de la mort (Les Corbeaux – Le Silence - Monologue) ou de l'évocation de la vie ordinaire des paysans dans une campagne rude de l'après-guerre (Le Cheval - Le Petit Vin de Prébois).
La densité du style Giono seconde manière, économe des moyens stylistiques, domine mais n'est pas exclusive : en témoigne la description lyrique de l'automne en Trièves dans Monologue, qui associe observation et imaginaire, décor pastoral mais aussi perversion des hommes qui jouent leurs propriétés aux cartes, en développant de nombreuses métaphores, par exemple : « Pays de terres cousues les unes aux autres par de bons fils, parcelles tissées à la maison sur le métier de famille ».

## Adaptation
Faust au village, film de télévision de Jean-Pierre Prévost avec François Marthouret et Fred Personne (diffusé le 20 avril 1981 sur Antenne 2).